# Cyrillus en Methodius

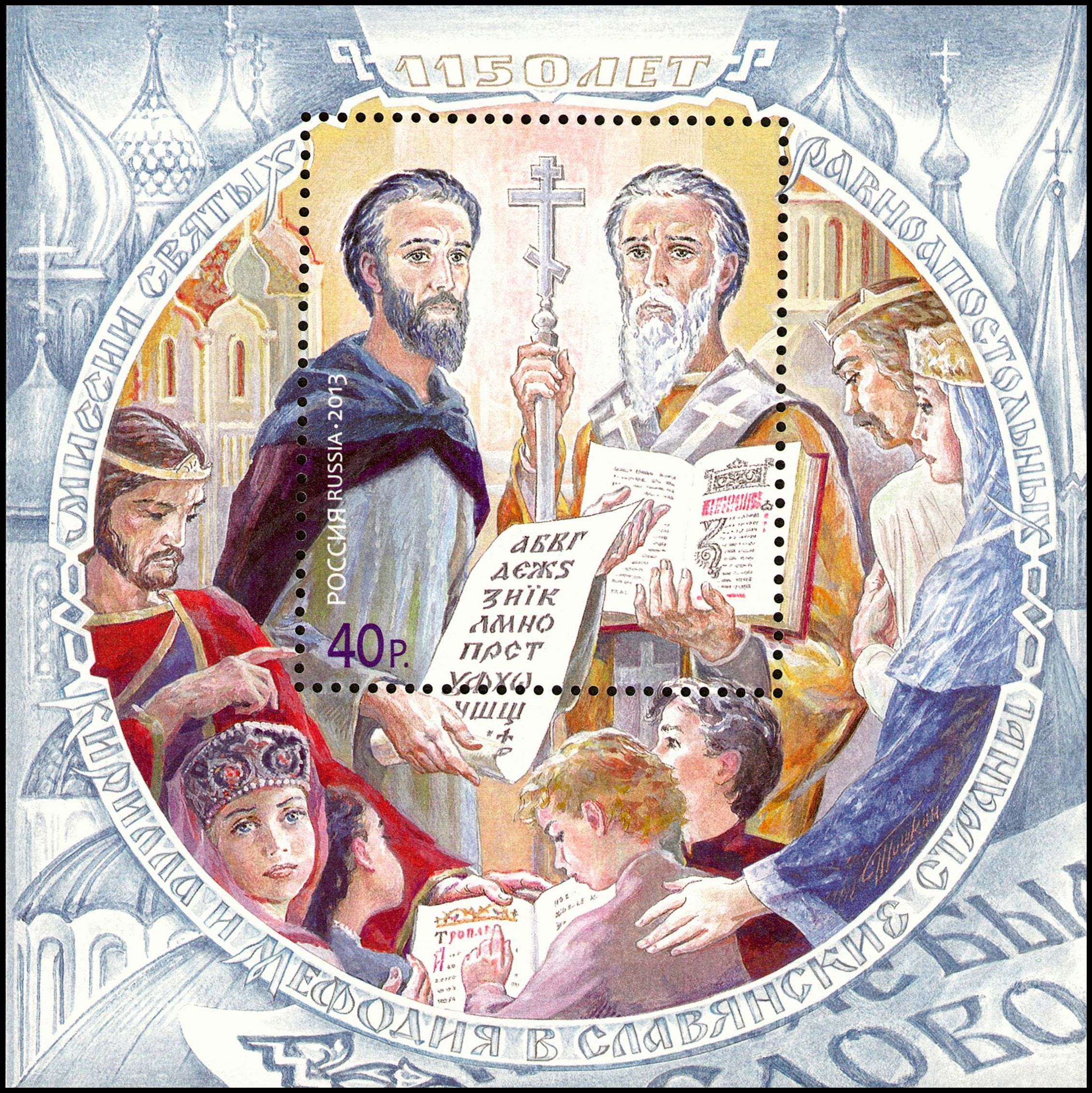
Cyrillus en Methodius op een Russische postzegel uit 2013

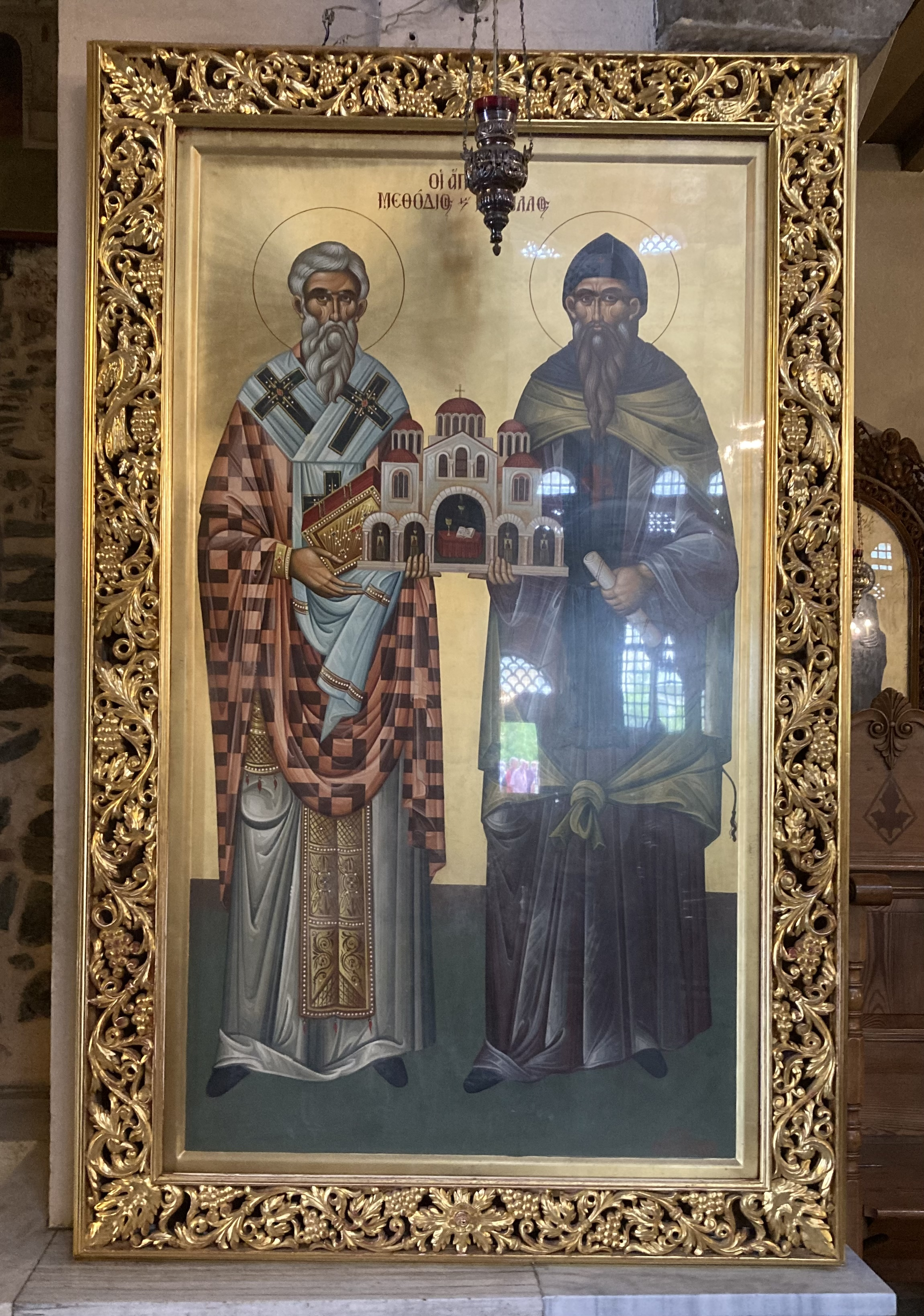
Schilderij van Cyrillus en Methodius in de Hagios Demetrios kerk in Thessaloniki

Cyrillus en Methodius (in het Grieks: Κύριλλος και Μεθόδιος, Kirillos kai Methodios, Oudkerkslavisch (Oudbulgaars): Кѷриллъ и Меѳодїи, Kiril i Mefodij) waren, in de 9e eeuw, twee christelijke monniken, broers uit Thessaloniki, die zich in Zuidoost-Europa hebben ingezet voor de verspreiding van het christelijk geloof en die een rol hebben gespeeld in de geschiedenis van Europa.

## Cyrillus van Saloniki
Cyrillus (Grieks: Κύριλλος, Kirillos; Oudkerkslavisch: Кирилъ, Kiril) werd als Constantijn (Grieks: Κωνσταντίνος, Konstantinos) geboren in Thessaloniki (in 827 of 828) en is gestorven in Rome op 14 februari 869. Samen met Methodius opgebaard in de basiliek van San Clemente, Rome. Hij heeft het glagolitische alfabet uitgevonden.

## Methodius
Methodius (Grieks: Μεθόδιος, Methodios; Oudkerkslavisch: Мефодии. Mefodiij), was al eerder (tussen 815 en 820) geboren in Thessaloniki.  Hij vertaalde de bijbel in het Oudkerkslavisch. Hij was aartsbisschop van het Groot-Moravische rijk en stierf op 6 april 885.